# Jordi Villacampa i Viñes
Jordi Villacampa i Viñes (Lleida, 27 de setembre de 1983) és un actor, professor de teatre i escriptor català.
En l'àmbit del teatre, va començar la seva formació a l'Aula Municipal de Teatre de Lleida i, posteriorment, s'ha format en escoles com Eòlia, Teatro del Norte, Moveo i Frank Stein Studio. Va presentar el programa infantil de televisió Club Banyetes a Lleida TV, va dirigir el documental Sostres (Televisió de Catalunya) i ha treballat a les emissores de ràdio RAC1, Ona FM i en canals locals. Participa en la coordinació del festival Som Cinema i també s'ha implicat en la de festivals i mostres de cinema i teatre com Animac, la Mostra de Cinema Llatinoamericà de Catalunya, la Fira de Teatre de Titelles de Lleida i el Fringe Dublin Theatre Festival.

## Obra publicada
- La nena que volia ser la lluna (Pagès Editors, 2015)[4]
- La ciutat dels nens i les nenes. Llunicity (Pagès Editors, 2020)[5]